# ماتينا (كانتون)

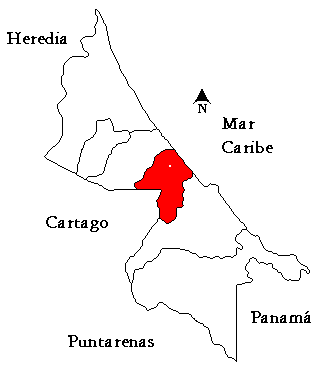
موقع كانتون كاتينا في محافظة ليمون

ماتينا (بالإسبانية: Matina)‏ هو الكانتون الخامس في محافظة ليمون في كوستاريكا. و يغطي الكانتون مساحة 576.48 كم مربع،
و يقدر عدد سكانه ما يقارب 37,549 نسمة.
و تدعى مدينته الرئيسية أيضا بـماتينا.
يشمل الكانتون الساحل الكاريبي بين مصبي نهر باكواريه في الشمال و نهر تورو في الجنوب. و يمتد بين نهر مادريه دي يدوس في الشمال الفربي و نهر تورو في الشرق، و في الجنوب عند نهؤ بوجيه و سلسلة جبال تلمنكا Cordillera de Talamanca.
تم تأسيس هذا الكانتون قانونيا في 24 حزيران 1969.

## المقاطعات
يتألف كانتون ماتينا من ثلاث مقاطعات و هي :
1. ماتينا، الرقم البريدي 70501
  - المدن و القرى : بالتيموريه، بارّا دي ماتينا نورتيه، بريستول، كولونيا بوريسكالينيا، كورينا، شيرّيبو، إسبيرانسا، إيلفيتيا، إيلدا، لينيا بي، لويسا ويستيه، ميجا كواترو، ميجا 23، سان ميغيل، فيكتوريا.
2. باتان، الرقم البريدي 70502
  - المدن و القرى : باربيجا، بيرتا، داماسكو (دمشق)، دافاو، غوشين، لييتيه، لولا، لوسون، مارغاريتا، ميجا 24، ميجا 27، ميجا 28ـ أوراكابيسا، بارسيلاس، سارا (الصحارى)، سانتا مارتا، تيتان، فيغاس.
3. كارّاندي، الرقم البريدي 70503
  - المدن و القرى : بارا دي ماتينا سور، بوكا دي بانتانو، بوكا ريو ماتينا، بوسطن، كاليفورنيا، إينديو، لارغا ديستانسيا، لويسا إيستيه، مارا فيجا، ميجا 14، نويفا يورك (نيويورك)، بالاسيوس، بيخيه، بونتا ديل ريل، ريو كوبا، سابوريو، سان إدموندو، سان خوسيه، ستيرلينغ، سترافورد، تورو، ترينيذاد، فينيسيا، سينت.